# Ørkild Slot
Ørkild Slot eller Ørkilde er et tidligere middelalderligt slot og nuværende voldsted i Svendborg på Fyn. Det er blandt de store voldsteder fra middelalderen, og blandt landets største voldsteder.
Ørkild Slot blev opført som en træborg i 1200-tallet og blev siden forbedret, og ejet af Odenses bispesæde i flere omgange. Den var i kronens eje fra Valdemar Atterdag annekterede borgen i 1350'erne og omkring 50 år frem. Siden havde Odense biskopper den, frem til 1534 hvor den blev ødelagt under Grevens Fejde. I dag findes kun lidt fundament og de store borgbanker.

## Historie
Fæstningen blev opført engang i 1200-tallet, muligvis med Valdemar Sejr som bygherre. Den nævnes første gang i 1264 og har i flere periode været i Odense bispesædes eje. I 1350'erne brugte inddrog Valdemar Atterdag borgen, og kronen ejede den fremtil omkring år 1400. Herefter havde Odenses bisp atter borgen i flere omgange.
I 1534, under Grevens Fejde, ledede Grev Christoffer af Oldenburg de oprørske borgere fra Svendborg mod borgen, der på dette tidspunkt var i Odense biskops eje og blev brugt som bispestolens fæstning. Flere af de lokale byrådsmedlemmer støttede oprørerne der endte med at borgen blev indtaget og brændt ned, idet byens indbyggere støttede Christian II, og de mente at borgen havde negativ indvirken på byens næringsliv gennem ulovlig handel og sejlads. Efter borgen var indtaget forsatte oprørerne til Odense, hvor man plyndrede bispegården. Det endte med at gruppen blev slået under Slaget ved Øksnebjerg af Johan Rantzau i 1535.
Stenene blev ad åre brugt i andre byggerier i området, og i dag findes kun sporadiske rester af fundamentet bevaret.
I 1951 blev området fredet. På trods af dette udlejede kommunen alligevel jorden i løbet af 1950'erne og 1960'erne, hvor der blev opført en række kolonihavehuse. Naturklagenævnet besluttede i 1998, at disse skulle være fjernet ved udgangen af 2005, og i dag er området blot udlagt til græs, så man kan se borgbanken tydeligt.

## Beskrivelse
Ørkild Slot ligger på en bakke der strækker sig i en blød bue et stykke rundt om byen. Selve borgbanken er 75x75 meter. Mod nord er en voldgrav der adskiller hovedborgen fra en forborg. Foran dette ligger to tørre voldgrave med en vold imellem. I første omgang har borgen været opført i træ, men er senere blevet ombygget i munkesten.
Hele området omfatter omkring 25.000 m2.